# کالهاتی
کالهاتی (به لاتین: Kalihati) یک منطقهٔ مسکونی در بنگلادش است که در ناحیه تانگیل واقع شده‌است. کالهاتی ۱۴٫۵۲ کیلومتر مربع مساحت و ۳۷٬۰۳۸ نفر جمعیت دارد.